# Reissantia parviflora
Reissantia parviflora är en benvedsväxtart som först beskrevs av N.E. Brown, och fick sitt nu gällande namn av N. Hallé. Reissantia parviflora ingår i släktet Reissantia och familjen Celastraceae. Inga underarter finns listade.